# Cedar Mill
Cedar Mill es un lugar designado por el censo ubicado en el condado de Washington en el estado estadounidense de Oregón. En el año 2000 tenía una población de 12,597 habitantes y una densidad poblacional de 1,308.2 personas por km².

## Geografía
Cedar Mill se encuentra ubicado en las coordenadas 45°31′50″N 122°48′15″O / 45.53056, -122.80417.

## Demografía
Según la Oficina del Censo en 2000 los ingresos medios por hogar en la localidad eran de $65,730, y los ingresos medios por familia eran $79,529. Los hombres tenían unos ingresos medios de $62,901 frente a los $36,369 para las mujeres. La renta per cápita para la localidad era de $33,555. Alrededor del 6.7% de la población estaban por debajo del umbral de pobreza.

## Localidades adyacentes
Diagrama de las localidades a un radio de 10 km a la redonda de Cedar Mill. 